# Richard Lang (programmeur)
Pour les articles homonymes, voir Richard Lang et Lang.
Richard Lang (né en 1956 en Angleterre) est un programmeur de logiciel d'échecs. Il a été considéré comme le meilleur programmeur de logiciel d'échecs dans les années 1980 à 90.

## Carrière
Richard Lang a étudié les sciences physiques à Imperial College London, où il a appris la programmation en Fortran. Il a ensuite travaillé dans le secteur de l'énergie, chez British Gas, chargé de recherches sur la sécurité des forages de gaz naturel.
Après s'être acheté un TRS-80, Richard Lang commence à programmer des jeux d'échecs en amateur en 1981.
Son premier logiciel se nomme Cyrus et gagne le tournoi européen des ordinateurs d'échecs en 1981. Puis il travaille pour la société Intelligent Software appartenant à David Levy et écrit des programmes destinés à des ordinateurs dédiés (entre autres La Régence et L'Empereur).
En 1984, il devient indépendant et commence à collaborer avec Psion sur des logiciels pour IBM PC, Apple, Atari ST et Sinclair QL, et partage le titre de champion du monde des micro-ordinateurs à Glasgow avec trois autres programmes.
En 1985, il se joint à Hegener & Glaser (Mephisto) puis gagne le championnat du monde avec le programme Mephisto Amsterdam qui sera le début d'une longue suite car le logiciel de Richard Lang détient le record avec sept titres de champion du monde des micro-ordinateurs (de 1984 à 1990) et de dix titres pour les programmes commerciaux (1984 à 1993).
En 1993, il crée Chess Genius qui, en 1994, battra Kasparov en deux parties en semi-rapides de 30 minutes (1.5-0.5).